# Union Internationale des Femmes Architectes
La Unión Internacional de Mujeres Arquitectas (UIFA) es un organismo fundado en París en 1963 con el objetivo de "dar a conocer y promover la producción de las mujeres en la profesión creando una red internacional de colegas".

## Historia
Fue creada por la arquitecta y urbanista rumana Solange d'Herbez de La Tour en 1963 porque la Unión Internacional de Arquitectos no admitía arquitectas.
El organismo se estructuró con representantes de 90 países. La UIFA fomenta el intercambio a través de congresos internacionales albergados por los distintos capítulos en todo el mundo. Los congresos fueron los siguientes:
- 1º Congreso, París, Francia, en 1963. Tema: el mundo de la mujer arquitecta.
- 2º Congreso, Mónaco, en 1969. Estuvo acompañado de una muestra que contó con la presencia de la entonces princesa Grace Kelly. Tema: Participación de las mujeres arquitectas en el nuevo desarrollo urbano
- 3º Congreso, Bucarest, Rumanía en 1972. Tema: Espacios en las nuevas ciudades.

- 4º Congreso y una exposición internacional en Ramsar, Irán, en 1976. El evento contó con la presencia de la reina y arquitecta Farah Diba y con la participación de mujeres arquitectas de 20 países. El tema central fue La crisis de la identidad en la Arquitectura. Entre las participantes estaban: Marie Christine Gagneux (Francia), Alison Smithson, Monica Pidgeon y Jane Drew, (Inglaterra), Anne Tyng, Ellen Perry Berkeley, Joice Whitley y Denise Scott Brown (Estados Unidos), Gae Aulenti (Italia), Anna Bofill (España), Indira Rai y Eulie Chowdhury (India), Nobuko Nakahara (Japón), Nelly García-Bellizzia (México), Suher Hande (Turquía), Bola Sobande (Nigeria), Hanna Kerholm (Dinamarca), Helena Polivkova (Checoslovaquia) y Mertsi Laurola (Finlandia).[3]

- 5º Congreso en Seattle, Estados Unidos en 1979. Tema: Nuevos conceptos de diseño
- Segundo Workshop en Berlín, Alemania, 12 y 13 de mayo de 1981.
- 6º Congreso, París, Francia, 27 a 30 de abril de 1981. Tema: Arquitectura y medio ambiente para los niños.
- 7º Congreso, Berlín, Alemania, 10 a 12 de octubre de 1983. Tema: La historia de las mujeres arquitectas

- 8º Congreso, Washington, Estados Unidos, 1988. Tema: Habitar es una cuestión universal.
- 9º Congreso, Copenhague, Dinamarca, 19 a 22 de agosto de 1991. Tema: Identidad en arquitectura.
- 10º Congreso, Ciudad del Cabo, Sudáfrica, 12 a 19 de marzo de 1993. Tema: La sociedad cambiante
- 11º Congreso, Budapest, Hungría, 2 a 8 de septiembre de 1996. Tema: Restauración y reutilización del patrimonio.
- 12º Congreso, Tokio, Japón, 1 a 7 de septiembre de 1998.
- 13º Congreso, Viena, Austria, 30 de junio de 2001.
- 14º Congreso, Toulouse, Francia, 1 a 6 de septiembre de 2003. Tema: contribución de las mujeres arquitectas en los desastres naturales

- 15º Congreso, Bucarest, Rumania, 1 a 7 de octubre de 2007.

- 16º Congreso, Seúl, Corea, en 2010. Tema: medio ambiente y verde
- 17º Congreso, Ulán Bator, Mongolia en 2013. Tema: El papel de las mujeres arquitectas en el calentamiento global
- 18º Congreso, Washington, 26 a 31 de julio de 2015 coorganizado con el International Archive of Women in Architecture (IAWA).[4]

Para Milka Bliznakov, fundadora del IAWA, los Congresos de la UIFA le permitieron encontrarse con arquitectas y animarlas a donar sus archivos a las colecciones de Virginia Tech.

## Publicaciones
La organización ha producido publicaciones, actas y catálogos. Entre ellos se mencionan:
- Les Femmes architectes exposent : Centre national d'arte et de culture Georges Pompidou, Paris, du 13 septembre au 16 octobre, 1978

- Frauen in der Architektur der Gegenwart : Katalog zur Ausstellung, Berlín 1984
- Architektinnenhistorie : Katalog ; zur Geschichte d. Architektinnen u. Designerinnen im 20. Jh. ; e. erste Zsstellung ; e. Ausstellung vom 11. - 30.10.84, Berlín, 1984
- History of women architects exhibit, 1986-1987. Los textos escritos por Karola Bloch, Grete Lihotzky, Helga Schmidt-Thomsen, y otros incluyen material sobre Ray Eames, Eileen Gray, Florence Knoll, Lilly Reich, Hilde Weström, y Emilie Winkelmann.
- The History of women architects : about the history of women architects and designers in the twentieth century : a first survey. Es un catálogo que cuenta con textos de Sonja Günther; Christine Jachmann; Helga Schmidt-Thomsen
- Mitwirkung der Betroffenen bei der Gestaltung ihrer Umwelt : Bericht vom 2. UIFA Workshop in Berlin am 12. und 13. Juni 1981, editado por Christine Jachmann
- 7. Internationaler Kongress der Architektinnen, Stäteplanerinnen, Landschaftsplanerinnen : vom 10.-14. Oktober 1984, mit Ausstellungen vom 11.-30. Oktober 1984, in der Technischen Universität Berlin-West : Programm UIFA, Berlin '84. Actas del congreso.
- For the future : the pioneering women in architecture from Japan and beyond : record of exhibitions in Japan, 2013
- Wohnen, Wohnumwelt, Beteiligung der Betroffenen an der Gestaltung ihrer Umwelt : 7. Internationaler Kongreß der Architektinnen, Städteplanerinnen, Landschaftsplanerinnen in der Technischen Universität Berlin vom 10.-14. Okt. 1984, Berlín, 1984
- 12th Congress of the International Union of Women Architects, Tokio, 2012

El Archivo Internacional de Mujeres en Arquitectura guarda material de los congresos en sus colecciones desde el Segundo Workshop en 1981 hasta el presente, incluyendo publicaciones, panfletos, boletines de los capítulos, especialmente el de Japón.

## Miembros destacados
- Gertrude Galster (Dinamarca)
- Nobuko Nakahara (Japón)
- Junko Matsukawa- Tsuchida (Japón)
- Jean Linden Young (Estados Unidos)[7]
- Jane Hastings (Estados Unidos)
- Ute Weström (Alemania)
- María Luisa Dehesa (México)
- Doina Marilena Ciocânea (Rumania)
- Dita Roque-Gourary (Bélgica)